# Ла Челета (Пезаро и Урбино)
Ла Челета је насеље у Италији у округу Пезаро и Урбино, региону Марке.
Према процени из 2011. у насељу је живело 106 становника. Насеље се налази на надморској висини од 167 м.